# 필립보
필립보 또는 빌립보, 빌립(라틴어: Philippus, 그리스어: Φίλιππος)은 예수 그리스도의 열두 사도 가운데 한 사람이다. 필립보라는 이름은‘말의 친구’라는 뜻이다. 로마 가톨릭교회에서의 축일은 5월 3일이며, 동방 정교회에서의 축일은 11월 14일이다. 성공회에서도 빌립보를 신명으로 사용하여  성인에 대한 존경을 표한다.

## 행적
갈릴래아 베싸이다 출신으로 본래 세례자 요한의 제자였으나, 후에 예수 그리스도를 만나 그를 따라가 제자가 되어 사도들의 명단에 등재되었고 나타나엘을 예수에게 인도하였다.
베싸이다에서 예수가 오병이어의 기적, 즉 다섯 개의 떡과 두 마리의 생선을 가지고 5천 명이나 되는 무리를 배불리 먹이려고 할 때 자신을 따라온 수많은 군중들을 보고 필립보에게 “이 사람들이 먹을 만한 빵과 물고기를 어디에서 사면 좋겠느냐?” 하고 시험하자 그는 “2백 데나리온의 빵과 물고기를 사서 조금씩 나누어 준다 하더라도 도저히 당할 수 없습니다” 하고 대답하였다.
필립보는 예수가 예루살렘에 입성하던 날에도 그를 만나게 해 달라고 요청하는 그리스인들을 예수에게 소개하였다.
또한 최후의 만찬에서 성체성사를 세운 예식이 있은 후 예수가 “너희가 나를 알았으니 나의 아버지도 알게 될 것이다. 이제부터 너희는 그 분을 알게 되었다. 아니, 이미 만났다” 라고 한 말에 대해 “저희에게 아버지를 뵙게 해 주십시오. 그러면 우리가 만족하겠습니다” 하고 간청하자, 예수는 필립보에게 “내가 언제나 너희와 함께 있었는데 아직도 나를 알지 못하느냐? 누구든지 나를 보았으면 곧 아버지를 본 것이다” 라고 대답하였다.

## 같이 보기
- 빌립 복음서
- 스칸디나비아 십자
- 복음사가 필립보